# Grahovo ob Bači
Grahovo ob Bači – wieś w Słowenii, w gminie Tolmin. W 2018 roku liczyła 125 mieszkańców.